# Érika Olivera
Érika Alejandra Olivera de la Fuente (Quinta Normal, Santiago, 4 de gener de 1976) és una atleta xilena especialista en marató, enginyera de formació i política independent, diputada al Congrés Nacional de Xile.
Va representar aquest país en les grans competicions esportives, com els Jocs Panamericans, els Jocs Olímpics i el Campionat Mundial d'Atletisme, i és una de les principals atletes en la història de Xile. És l'esportista d'aquest país amb més participacions en Jocs Olímpics, cinc, i és la dona que ha completat més maratons olímpiques en la història mundial, cinc; va competir en Atlanta 1996 i Rio de Janeiro 2016, però no a Pequín 2008, a causa del naixement d'una de les seves filles. De formació és enginyera en Execució d'Administració d'Empreses i actualment política independent i diputada al Congrés Nacional.

## Trajectòria esportiva
Va començar la seva carrera en l'atletisme als 11 anys. Amb 18 anys va aconseguir els seus primers assoliments importants, en quedar-se amb l'or en els 10.000 metres en el Campionat Juvenil d'Atletisme disputat a Mar del Plata, Argentina marcant 34:14,40, i amb el bronze en els 3.000 m. Aquest mateix any, va disputar els seus primers Jocs Sud-americans a València, Veneçuela, quedant-se amb el primer lloc, tant en els 5.000 com en els 10.000 metres.
El 1995, en el Sud-americà Juvenil d'Atletisme realitzat a Santiago, va aconseguir l'or en els 3.000 i 10.000 metres. Després el va revalidar en el Panamericano Juvenil, quedant-se amb l'or en els 10.000 metres, millorant la seva marca personal, deixant-la en 34:43,10. Aquest mateix any a més, es va quedar amb la marató de Buenos Aires, sent el seu primer títol en aquesta categoria, amb un temps de 2h 45:02.
El 1996, i després de quedar-se amb el segon lloc en el seu primer Campionat Sud-americà de Cross Country en Asunción, Paraguai, on va córrer els 6km; i obtenir l'or en els 5.000 metres en el Campionat Iberoamericà d'Atletisme desenvolupat a Medellín, Colòmbia, va disputar els seus primers Jocs Olímpics a Atlanta 1996, on va acabar en el lloc 37.º en la marató.
El 1997, els seus millors resultats els va obtenir en el Campionat Sud-americà d'Atletisme disputats en Mar del Plata, on es va quedar amb la plata en els 5.000 i els 10.000 metres plans. A més, es va quedar també amb el segon lloc en els 6 quilòmetres en el Campionat Sud-americà de Cross Country en Comodoro Rivadavia.
El 1998 va tornar a disputar els Jocs Sud-americans, ara en Conca, Equador, on es va quedar amb la plata en els 10.000 metres. A més, va competir en els 15 quilòmetres en la famosa Carrera de Sant Silvestre en São Paulo, on va marcar 53,33, acabant en la quarta posició.
El 1999 va aconseguir el títol més important de la seva carrera, ser la campiona en els Jocs Panamericans de Winnipeg 1999, en marcar 2:17,41 i quedar-se amb l'or en la marató. Per aquest assoliment, aquest any, el Cercle de Periodistes Esportius de Xile la va triar com la «millor esportista de l'any».
A l'any següent, Olivera va tornar a triomfar, aquesta vegada al Campionat Iberoamericà d'Atletisme de Rio de Janeiro, marcant 33:39,16 en els 10.000 metres. A més, va participar en els seus segons Jocs Olímpics en Sidney 2000, on va acabar en el lloc 27.º en la marató.
El 2003, i després d'un parell d'anys de bons resultats, va tornar a pujar-se al podi en uns altres Jocs Panamericans, aquesta vegada a Santo Domingo 2003, on va sortir tercera en la marató.
El 2004 va disputar els seus tercers Jocs Olímpics a Atenes 2004, on va acabar en el lloc 58è.

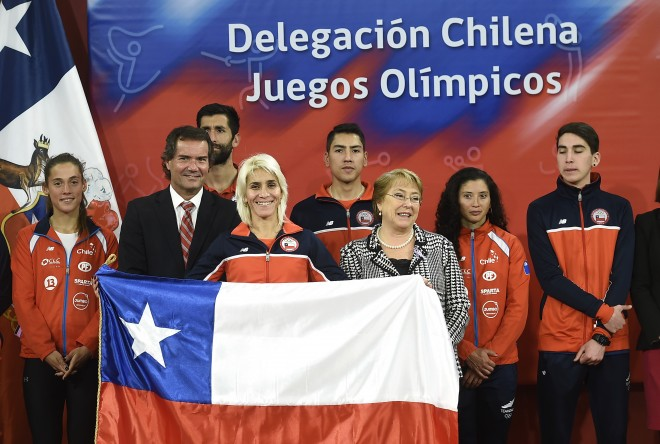
Olivera rebent la bandera de Xile de mans de la presidenta Michelle Bachelet per representar a Xile en els Jocs Olímpics de Rio de Janeiro 2016.

En 2007 es va haver de retirar en els Jocs Panamericans de Rio de Janeiro de 2007, va obtenir el cinquè lloc en els Jocs Panamericans de Guadalajara 2011 i va finalitzar en el lloc 64.º als seus quarts Jocs Olímpics en Londres 2012.
El 2013, Olivera va disputar per primera vegada un Campionat Mundial d'Atletisme. Aquesta decisió l'havia pres en preferir prioritzar altres competicions en els anys anteriors. La va disputar en Moscou 2013, però va haver de retirar-se en completar el quilòmetre 30.
El 2014 va ocupar els posats 6è. i 7è. en els 5.000 i 10.000 metres, respectivament, als Jocs Sud-americans realitzats a Santiago 2014. Aquest mateix any, va finalitzar quarta en una nova marató, aquesta vegada en el Campionat Sud-americà de Marató realitzada en Xile, on va marcar 2:36,08 amb la millor marca sud-americana del torneig.
Als recents Jocs Panamericans de Toronto 2015, Olivera va finalitzar en l'onzè lloc en la marató, amb un temps de 2:52,27.
L'atleta va classificar als Jocs Olímpics en Rio 2016. Érika va finalitzar en el lloc 105.º en la carrera disputada a Rio de Janeiro. Així va posar terme a més de 20 anys de carrera.

## Vida personal
Als vuit anys es va traslladar amb la seva família a la comuna de Puente Alto.
Erika Olivera va estar casada amb Ricardo Opazo, el seu entrenador, i 23 anys més gran que ella. Actualment és parella de Leslie Alzina, també maratonià. Té cinc fills: Eryka, Yunaira, Yoslainne, Ethan i Daria.
El 2015 Olivera va manifestar la seva intenció de continuar una carrera política quan deixés l'esport, i el seu interès a postular-se com a candidata a la Cambra de Diputats de Xile, mostrant-se propera al partit Renovació Nacional. Des de les eleccions parlamentàries de novembre de 2017, és Diputada de la República pel 9è Districte, Regió Metropolitana de Santiago, com a Independent, en la Llista del Partit Renovació Nacional, per al període 2018-2022.
En 2016 Olivera va denunciar el seu padrastre, pastor evangèlic, per abusar sexualment d'ella durant la seva infantesa al llarg de dotze anys.

## Marques personals
| Data                   | Distància              | Lloc                     | Marca    |
| ---------------------- | ---------------------- | ------------------------ | -------- |
| 11 d'abril de 1997     | 1.500 metres           | Talca, Xile              | 4:25,61  |
| 1 de maig de 1999      | 3.000 metres           | Santiago, Xile           | 9:21,73  |
| 20 de maig de 2000     | 5.000 metres           | Rio de Janeiro, Brasil   | 15:51,45 |
| 30 de novembre de 1996 | 10.000 metres          | Concepción, Xile         | 33:23,12 |
| 10 de setembre de 2000 | mitja marató           | Santiago, Xile           | 1h 11:54 |
| 18 d'abril de 1999     | Marató                 | Rotterdam, Països Baixos | 2h 32:23 |
| 11 de maig de 2002     | 3.000 metres obstacles | Guatemala, Guatemala     | 10:48,75 |

## Plusmarques nacionals
Olivera compta amb deu marques nacionals d'atletisme, quatre de les quals en categoria Adult, per la qual cosa és considerada quàdruple plusmarquista. Compta amb marques nacionals en els 5.000 metres, 10.000 metres, mitja marató i en marató. Posseeix dos rècords sud-americans vigents en categoria Sub 23 i dues en categoria Juvenil.
Actualitzat al 23 de juliol de 2015.
| Prova         | Marca         | Data                   | Lloc                     | Competició                                     |
| Adults        | Adults        | Adults                 | Adults                   | Adults                                         |
| ------------- | ------------- | ---------------------- | ------------------------ | ---------------------------------------------- |
| 5.000 metres  | 15:51,45      | 20 de maig de 2000     | Rio de Janeiro, Brasil   | Campionat Iberoamericà d'Atletisme 2000        |
| 10.000 metres | 33:23,12      | 30 de novembre de 1996 | Concepción, Xile         |                                                |
| mitja marató  | 1h 11:54      | 10 de setembre de 2000 | Santiago, Xile           |                                                |
| Marató        | 2h 32:23      | 18 d'abril de 1999     | Rotterdam, Països Baixos | Marató de Rotterdam 1999                       |
| Sub 23        |               |                        |                          |                                                |
| 3.000 metres  | 9:21,78       | 4 de desembre de 1996  | Santiago, Xile           |                                                |
| 5.000 metres  | 15:52,27 (RS) | 6 d'abril de 1997      | Mar del Plata, Argentina | Campionat Sud-americà d'Atletisme 1997         |
| 10.000 metres | 33:23,12 (RS) | 30 de novembre de 1996 | Concepción, Xile         |                                                |
| Juvenil       |               |                        |                          |                                                |
| 3.000 metres  | 9:30,73       | 7 de setembre de 1995  | Santiago, Xile           | Campionat Sud-americà Juvenil d'Atletisme 1995 |
| 5.000 metres  | 16:13,76 (RS) | 24 de març de 1995     | Mar del Plata, Argentina |                                                |
| 10.000 metres | 34:13,57 (RS) | 13 de maig de 1995     | Santiago, Xile           |                                                |